# Shijiazhuang Auto
Shijiazhuang Auto Corp. bzw. Shijiazhuang Auto Manufacturing Co. Ltd. war ein Hersteller von Kraftfahrzeugen aus der Volksrepublik China.

## Unternehmensgeschichte
Das Unternehmen wurde 1994 in Shijiazhuang als Nachfolger von Hebei Auto Repair Works (seit 1953) und Shijiazhuang Auto Works gegründet. Die Produktion von Fahrgestellen, Automobilen, Geländewagen, Pick-ups und Kleinbussen begann. Personenkraftwagen sind ab 1995 überliefert. Der Markenname lautete zunächst ausschließlich Zhengtian. 1997 kam der Name Xiangyang dazu. 2002 endete die Produktion. In dem Jahr erfolgte die Übernahme durch die Tiantong Group. Als Nachfolgegesellschaft gilt Shijiazhuang Tiantong Auto Manufacturing Co. Ltd.

## Automobile
Der Zhengtian SQ 6400 war ein Kleinwagen. Der Motor leistete 35 kW. Die Limousine mit Stufenheck war 4025 mm lang, 1640 mm breit und 1415 mm hoch.
Der Pick-up Xiangyang SQ 1010 basierte darauf. Er war 4200 mm lang, 1640 mm breit und (mit Aufbau oberhalb der Ladefläche) 1750 mm hoch.
Die Geländewagen gab es sowohl mit Zweiradantrieb als auch mit Allradantrieb.

## Produktionszahlen
| Jahr | Produktionszahl | Quelle      |
| ---- | --------------- | ----------- |
| 2000 | 515             | [ 3 ] [ 4 ] |
| 2001 | 910             | [ 3 ] [ 4 ] |
| 2002 | 2222            | [ 3 ] [ 4 ] |
| 2003 | 0               | [ 3 ] [ 4 ] |
| 2004 | 0               | [ 4 ]       |